# San Biagio della Cima
San Biagio della Cima (San Giàixu in ligure) è un comune italiano di 1 287 abitanti della provincia di Imperia in Liguria.

## Geografia fisica
Il territorio di San Biagio della Cima è disposto lungo il crinale che discende dal monte Santa Croce (356 m), la "Cima" alla quale farebbe riferimento il toponimo. Il torrente Verbone è il principale affluente del territorio sanbiagino.

## Storia

Mappa del Dipartimento delle Alpi Marittime nel 1805, con San Biagio della Cima nel cantone di Bordighera.

La comunità e il villaggio di San Biagio vengono citati per la prima volta nel 1259. Amministrativamente fu dominio feudale dei Conti di Ventimiglia e, successivamente, sotto la diretta dipendenza del Comune di Ventimiglia.
Nel 1686 fu ufficialmente riconosciuta dalla Repubblica di Genova la Magnifica Comunità degli Otto Luoghi: Bordighera, Borghetto San Nicolò, Camporosso, San Biagio della Cima, Sasso, Soldano, Vallebona e Vallecrosia si smarcarono dal controllo comunale ventimigliese in una sorta di piccolo territorio indipendente, ma sotto il patronato di Genova e tale rimase sino alla caduta della repubblica nel XVIII secolo.
Con la dominazione napoleonica la comunità di San Biagio rientrò nel cantone di Bordighera nella giurisdizione delle Palme, con Sanremo come capoluogo; nel 1803 passò nell'XI cantone della Roja nella giurisdizione degli Ulivi (capoluogo Oneglia). Dal 1805, con il passaggio della Repubblica Ligure nel Primo Impero francese, San Biagio rientrò nel cantone bordigotto del Dipartimento delle Alpi Marittime. Fu annesso al Regno di Sardegna nel 1815 dopo il Congresso di Vienna del 1814, a seguito della caduta di Napoleone Bonaparte. Facente parte del Regno d'Italia dal 1861, dal 1859 al 1926 il territorio fu compreso nel I mandamento di Bordighera del circondario di Sanremo facente parte della provincia di Nizza (poi provincia di Porto Maurizio e, dal 1923, di Imperia).
Con regio decreto del 1862 assume l'attuale denominazione di San Biagio della Cima.
Nel 1923 il comune viene soppresso e unito al comune di Vallecrosia; nel 1925 l'ente sanbiagino viene ricostituito. Nel 1928 riceve il territorio dell'ex comune di Soldano, quest'ultimo poi nuovamente separato da San Biagio della Cima e ricostituito nel 1946.
Dal 1973 al 30 aprile 2011 ha fatto parte della Comunità montana Intemelia.

### Simboli
Lo stemma e il gonfalone sono stati concessi con decreto del presidente della Repubblica dell'11 giugno 1997.

## Monumenti e luoghi d'interesse

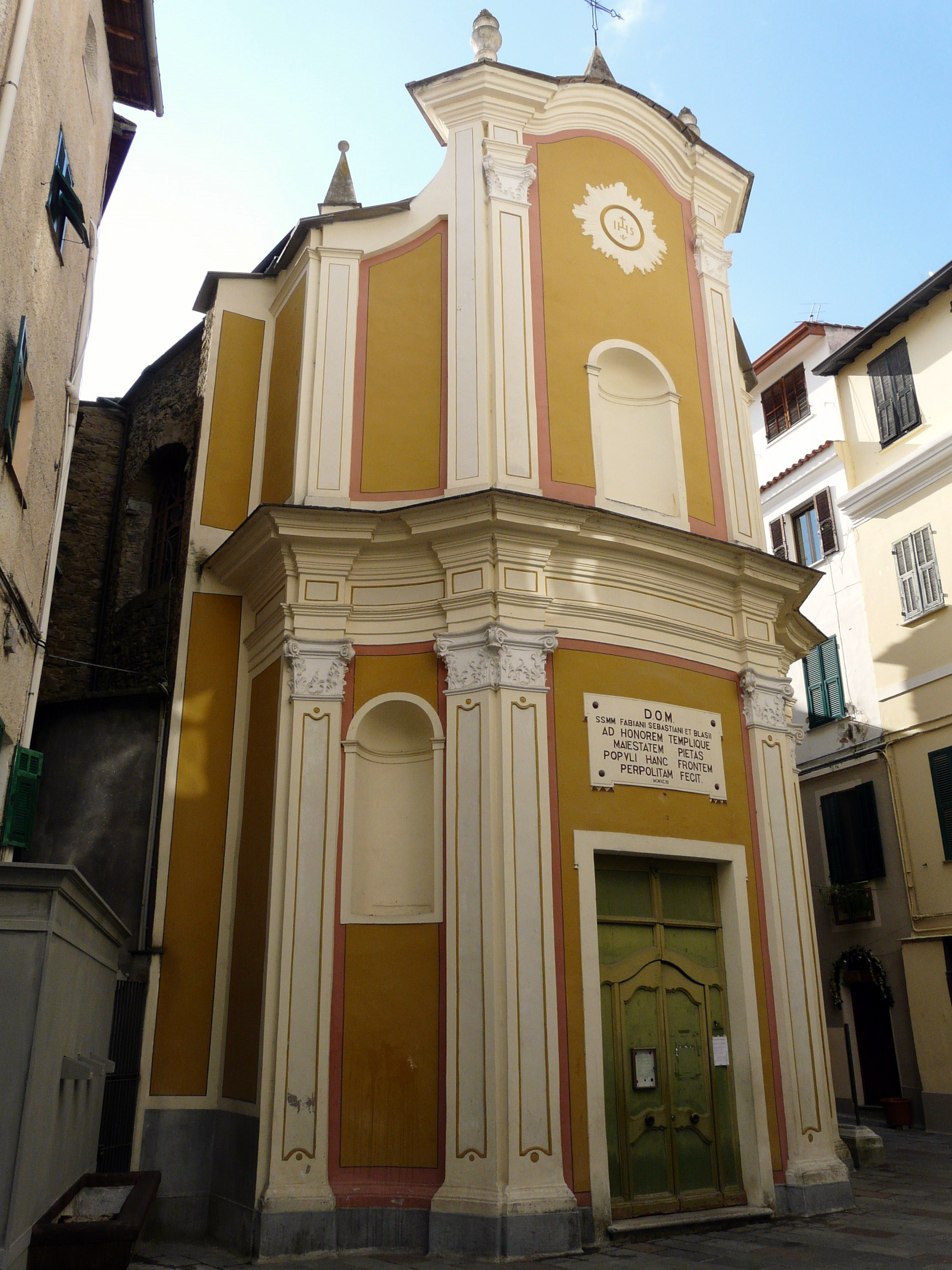
La chiesa parrocchiale dei Santi Fabiano e Sebastiano e Biagio nel centro storico di San Biagio

### Architetture religiose
- Chiesa dei Santi Fabiano e Sebastiano nel centro storico sanbiagino. La parrocchiale secondo alcune fonti storiche sembrerebbe risalente al 1497[12], ma fu completamente ampliata e modificata nelle forme ellittiche nel 1777[12] su progetto di Andrea Notari[12]. Nel 1784 la chiesa fu abbellita da stucchi da Pietro Notari e Pietro Lucchesi[12]. All'interno è conservata una statua in legno, attribuita all'ambito dello scultore genovese Anton Maria Maragliano[12], raffigurante san Sebastiano, databile alla seconda metà del XVIII secolo[12].
- Oratorio di Nostra Signora Assunta nel centro storico sanbiagino, già sede della confraternita dei disciplinanti bianchi o dei battuti, quest'ultima risalente al XVI secolo[13]. Al 1619[13] risale la costruzione di un nuovo coro mentre un nuovo rifacimento della struttura primaria cinque-seicentesca avvenne nel periodo a cavallo tra il Settecento e i primi decenni dell'Ottocento[13]. Conserva la statua raffigurante Nostra Signora Assunta, realizzata a Torino e benedetta e collocata il 15 agosto 1899[13].
- Chiesa di San Biagio, ubicato nei pressi del locale cimitero. L'edificio è uno dei più antichi del territorio[13] e risalente al Duecento[13]. Tra le opere conservate una tela del sanremese Giovanni Battista Capoduro raffigurante il santo con alle sue spalle un'illustrazione del borgo di San Biagio della Cima nel 1834[13].
- Santuario di Nostra Signora dei Dolori, al di fuori del centro storico, nel quartiere di Bosio. La struttura, il cui primo impianto è risalente al Settecento[13], presenta una facciata in stile barocco. Conserva due gruppi lignei e numerosi ex voto alle pareti.
- Cappella dell'Annunciata, immersa tra uliveti e boschi, presso un crinale a ridosso del sentiero per il colle della Crovairola. L'edificio è d'epoca tardo medievale[13].
- Cappella di Santa Croce, presso l'omonimo monte, detta "la Cima". La chiesa fu voluta da Giambattista Maccario (poi padre Vitaliano) nei primi decenni dell'Ottocento[13].
- Cappella della Madonna del Rosario in località Bernà, del XIX secolo[13]. La costruzione, come da documento redatto dal locale parroco Giacinto Maccario, è risalente al 1888[13] o comunque alla fine del secolo in ottemperanza di un precedente voto. Sopra l'altare è conservato un dipinto della Madonna del Rosario e altri due quadri raffiguranti san Pietro e san Giacinto.
- Cappella di San Sinforiano, di epoca tardo medievale[13]. Un atto notarile del 1623[13] cita l'edificio che venne in quel periodo ricostruito ex novo a causa del cattivo stato di manutenzione della struttura già presente. Fu nuovamente restaurata nei primi anni del XIX secolo[13].
- Cappella privata della Madonna della Neve. Ubicata nella località di Sanferian, è una costruzione ad un'unica aula risalente ad un periodo a cavallo tra il Seicento e l'inizio del Settecento[13].

### Architetture civili
In via Provinciale 37 si trova l'abitazione che fu dello scrittore Francesco Biamonti, centro di documentazione gestito dall'Associazione Amici di Francesco Biamonti. Dal 2016 è nato nel paese il Parco Biamonti, un ente che fa capo al Comune e all'Associazione Amici di Francesco Biamonti, e che allestito un sistema interattivo segnaletico dei vari luoghi del borgo e delle campagne circostanti legati alla vita e alle opere dello scrittore.

## Società

### Evoluzione demografica
Abitanti censiti

### Etnie e minoranze straniere
Secondo i dati Istat al 31 dicembre 2019, i cittadini stranieri residenti a San Biagio della Cima sono 85, così suddivisi per nazionalità, elencando per le presenze più significative:
1. Marocco, 32

## Geografia antropica
Il territorio comunale è costituito dal solo capoluogo per una superficie territoriale di 4,31 km².
Confina a nord con il comune di Dolceacqua, a sud con Vallecrosia, ad ovest con Camporosso, e ad est con Perinaldo, Soldano, Vallebona e Vallecrosia.

## Economia
Nei secoli scorsi la principale attività economica del borgo fu per lo più legata all'attività agricola e vinicola; diffusa infatti fu la produzione del vino Rossese, oggi integrata con l'avviata attività della floricoltura.

## Infrastrutture e trasporti

### Strade
Il territorio comunale di San Biagio della Cima è attraversato principalmente dalla strada provinciale 59 che permette il collegamento con Vallecrosia, a sud, e con Soldano a nord.

### Mobilità urbana
La mobilità urbana di San Biagio della Cima è garantita dalla linea Ventimiglia-Camporosso-Vallecrosia-Vallecrosia Alta-San Biagio della Cima-Soldano-Perinaldo.

## Amministrazione

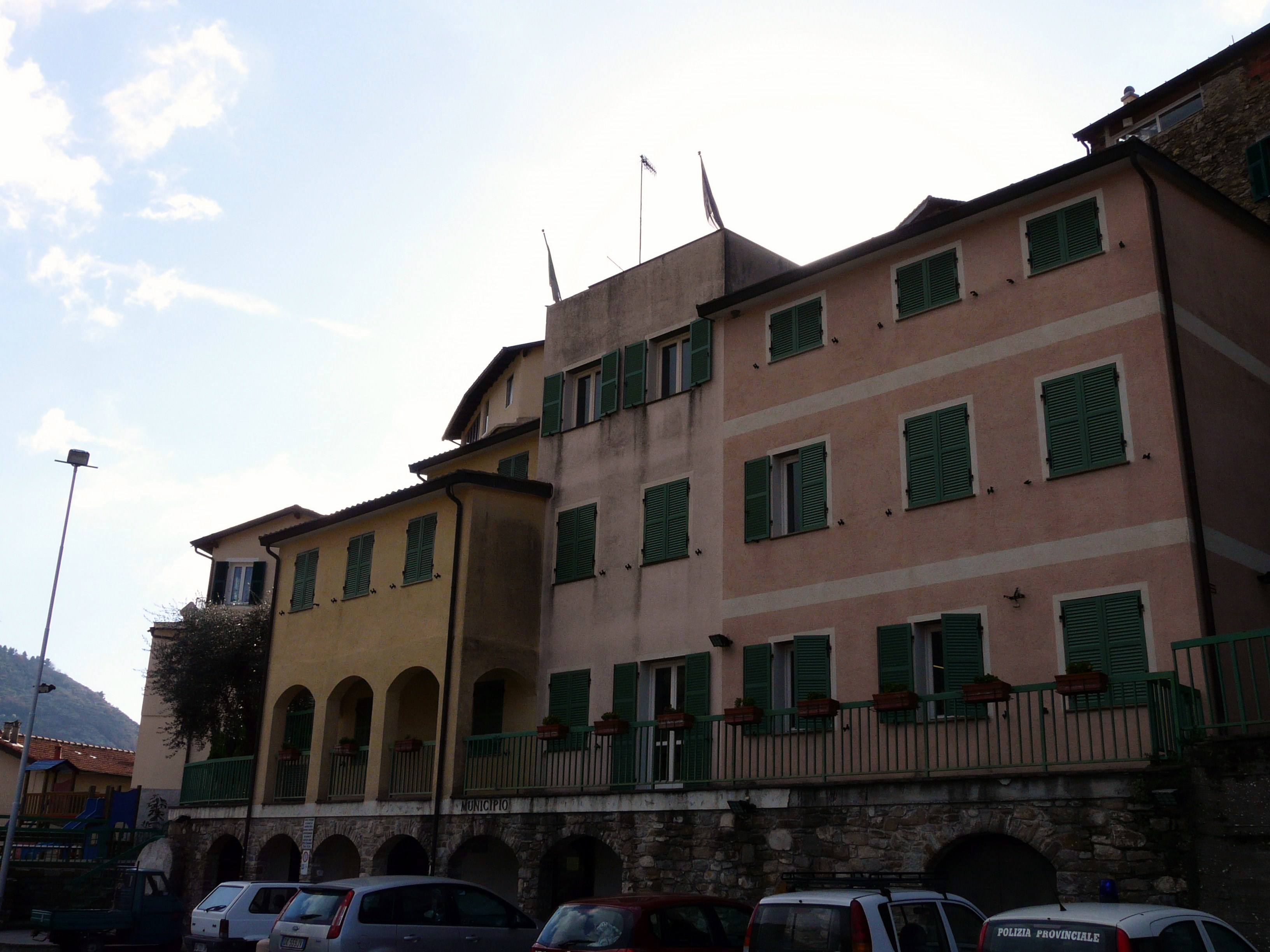
Il municipio

| Periodo        | Periodo        | Primo cittadino   | Partito                                       | Carica  | Note |
| -------------- | -------------- | ----------------- | --------------------------------------------- | ------- | ---- |
| 18 giugno 1985 | 26 maggio 1990 | Germano Biamonti  | lista civica                                  | Sindaco |      |
| 26 maggio 1990 | 24 aprile 1995 | Germano Biamonti  | Democrazia Cristiana                          | Sindaco |      |
| 24 aprile 1995 | 14 giugno 1999 | Germano Biamonti  | lista civica                                  | Sindaco |      |
| 14 giugno 1999 | 14 giugno 2004 | Paola Maccario    | lista civica                                  | Sindaco |      |
| 14 giugno 2004 | 8 giugno 2009  | Mauro Anfosso     | San Biagio nel Terzo Millennio (lista civica) | Sindaco |      |
| 8 giugno 2009  | 26 maggio 2014 | Massimo Salsi     | Il paese delle rose (lista civica)            | Sindaco |      |
| 5 giugno 2014  | 26 maggio 2019 | Luciano Biancheri | Il paese delle rose (lista civica)            | Sindaco |      |
| 27 maggio 2019 | 10 giugno 2024 | Luciano Biancheri | Il paese delle rose (lista civica)            | Sindaco |      |
| 10 giugno 2024 | in carica      | Simone Rotolo     | San Biagio insieme (lista civica)             | Sindaco |      |

### Gemellaggi
San Biagio della Cima è gemellata con:
- Camps-la-Source, dal 2005.